# Контрада Аквазанта (Терамо)
Контрада Аквазанта (итал. Contrada Acquasanta) је насеље у Италији у округу Терамо, региону Абруцо.
Према процени из 2011. у насељу је живело 29 становника. Насеље се налази на надморској висини од 145 м.